# Marinaleda
Marinaleda là một thị trấn và đô thị (municipio) của tỉnh Sevilla, Andalusia, Tây Ban Nha. Thị trấn này theo chủ trương chủ nghĩa cộng sản vô chính phủ canh tác theo mô hình hợp tác xã, có dân số 2700 người. dân số năm 2008 là 2.708 người. Diện tích là 25 km², với mật độ dân số 109,11 người/km². 
Thị trấn nằm ở độ cao 205 mét và có cự ly 108 km về phía đông tỉnh lỵ Sevilla.
Thị trưởng thời điểm 2012 Juan Manuel Sánchez Gordillo có chủ trương cướp của siêu thị chia cho người nghèo.

## Biến động dân số
| Năm    | 1999  | 2000  | 2001  | 2002  | 2003  | 2004  | 2005  | 2006  | 2008  |
| ------ | ----- | ----- | ----- | ----- | ----- | ----- | ----- | ----- | ----- |
| Dân số | 2,623 | 2,634 | 2,638 | 2,647 | 2,645 | 2,676 | 2,655 | 2,689 | 2,708 |